# Мунір ад-Дін
Мунір ад-Дін (д/н — 1670) — 5-й імам Держави зуайя в 1668—1670 роках.

## Життєпис
Походив з клану улад-дейман племені лемтуна з берберської конфедерації санхаджа. Брат імама Насір ад-Діна. При народженні отримав ім'я Мухтар. 1668 року обирається новим імамом. Разом з тим його заступником стає Нагуї ібн Агд Абдаллах. Вони починають походи проти імперії Фута Торо, які мають успіх.
Водночас імаму і Нагуї довелося боротися проти арабських племен бану-хасан. У 1670 року вони зазнали раптового нападу племені улад-різга біля Боколу (неподалік річки Сенегал), де зазнали поразки й обидва загинули. Імамом став брат Нагуї — Агд аль-Мухтар.